# アジマス
アジマス（azimuth）は、磁気記録方式におけるテープレコーダで、磁気ヘッド(en)の間隙（ヘッドギャップ）の向きと、トラックの走行方向のなす角度をいう。
固定ヘッド方式なら、テープの走行方向との角度になる。回転ヘッド方式なら、テープとヘッドの相対的な移動方向との角度になる。

## アジマスによる特性の変化
テープレコーダーなどの水平磁気記録方式では、電流の経時変化を磁気ヘッドを介して横方向に走行させる磁気記録面に記録する。この記録を読み出すとき、走行方向に対して磁気ヘッドのアジマスは90度が最適となる。記録時にこの角度から外れると、記録する元信号の波長よりも記録面に記録される磁区によるギャップ長は長くなり、高周波成分を記録することができず信号品質は劣化する。また、メディアを別の機器で再生したり複数のヘッド方式では記録と再生のヘッドが異なるなどで記録時のアジマスと再生時のアジマスがずれると、トラック間の位相にずれが生じて高周波成分を読み出すことができず、再生した信号の高域特性が悪化する。

## アジマス記録方式
この問題点を逆に利用したものがアジマス記録方式である。
多チャンネル用に複数の磁気ヘッドを持つレコーダーでは、再生時に磁気面に記録したトラックを隣のトラック用の磁気ヘッドが拾ってしまうクロストークを防ぐため、トラックどうしの間隔を開けるガードバンドを設けていたが、そうすると磁気面に記録に使われない部分が残り有効利用ができなくなる。そこで、記録時にアジマスの異なる2つのヘッドで磁気面に記録する。これにより隣のトラックの信号はヘッドの角度のずれが大きくアジマスエラーとなって減弱し目立ったクロストークとならないため、ガードバンドを少なくし (あるいは無くし）ても2つそれぞれの磁気ヘッドが拾う信号の劣化を少なくできる。
ベータマックス方式ではこの方法を採用してガードバンドを無くして記録面の有効利用を図り、これまでの家庭用ビデオ方式よりも飛躍的な高密度記録と小型化を実現した。これによりビデオ録画機器のさらなる普及と発展に貢献した。なお、VHSでは映像用ヘッドとは別にHiFi音声用に独立したヘッドを用意し、アジマスを映像トラックと角度をずらして同じ磁気面に記録する「深層記録」方式を採用している。

## 固定ヘッドの調整
1. ヘッドが2つ（記録再生共用と消去用）で他のメディアを使わない場合、記録と再生は同じヘッドで行われるため、一般には厳密な調整は不要である。
2. 他メディアを使う場合、録音されたテスト用のメディアを用意して再生し、音域の変化を観察しながらヘッド位置を調整する。
3. ステレオ、他チャンネルトラックなど信号が2トラック以上記録される場合では、2トラックに同じ信号が記録されたテスト用メディアを用意し、オシロスコープで位相角が零度になるように再生ヘッドの角度を微調整する。
4. さらに3ヘッド式（記録用、再生用、消去用）の場合は、まずテスト用メディアで再生ヘッドの調整を行う。次に、録音ヘッドで2トラックに同じ信号を録音し、再生ヘッドからのモニター信号をオシロスコープで位相角が零度になるように録音ヘッドの角度を微調整する。